# إيرريدو
كانت إيرريدو (بالإنجليزية: Irridu)‏ (أو إيرريت (بالإنجليزية: Irrite)‏) مدينة في شمال غرب بلاد الرافدين، ومن المحتمل أنها تقع بين حران وكركميش. ازدهرت في منتصف وأواخر العصر البرونزي قبل تدميرها من قبل آشور.

## تاريخ
ذكرت المدينة لأول مرة في رسالة من ملك كركميش إلى زيمري-ليم ملك مملكة ماري. أشارت الرسالة إلى أن إيرريدو كان تحت سلطة كركميش، وبالتالي أصبحت تحت حكم يمحاض.
في منتصف القرن الثامن عشر قبل الميلاد، حكم المدينة يريم-ليم، شقيق أبا-إيل الأول، ملك يمحاض. تمرد حاكم المدينة زيترادو على ملك ماري يريم ليم؛ وقام أبا إل الأول بقمع المتمردين بعنف إلى حد تدمير المدينة وعوض أخاه بإعطائه ألالاخ.
بعد سقوط حلب عاصمة يمحاض، في يد الملك الحيثي مورشيلي الأول، أصبحت إيريدو تحت سيطرة مملكة ميتاني. احتل الحيثيون، بقيادة الأمير الحيثي بياشيلي إيرريدو في تقدمهم العسكري إلى واشوكاني عاصمة ميتاني وبعد انسحاب الحيثيين، أصبحت المدينة مركزًا إقليميًا لميتاني حتى غزاها الملك الآشوري أداد-نيراري الأول.

### الاحتلال الآشوري
تمرد ملك ميتاني واساشاتا على الآشوريين وطلب مساعدة الحيثيين، لكنه لم يحصل على شيء. هاجم الملك الآشوري أداد-نيراري الأول ميتاني واحتل معظم مدنها. هربت العائلة المالكة لميتاني إلى إيرريدو لكن الآشوريين وجدوهم ورَحَلُوهم إلى آشور.
أضرمت النيران في إيرريدو والعديد من المدن في منطقتها ودُمرت وزُرعت بالنباتات المالحة.